# Cedric Notz
Cedric Notz (aserbaidschanisch Jedrij Notz; * 6. September 1974 in Lausanne, Schweiz) ist ein schweizerisch-aserbaidschanischer Skirennläufer.

## Biografie
Cedric Notz nahm an den Alpinen Skiweltmeisterschaft 2009 und 2013 teil. Sein bestes Resultat war der 56. Platz im Slalom 2009. Bei den Olympischen Winterspielen 2010 in Vancouver belegte er im Riesenslalom den 72. Rang. Im Slalomrennen schied er aus.
Seine letzten internationalen Rennen bestritt Notz im April 2013, seitdem ist er nicht mehr in Erscheinung getreten.
2013 war Notz Trauzeuge von Christopher O’Neill, als dieser Madeleine von Schweden heiratete.

## Erfolge

### Olympische Winterspiele
- Vancouver 2010: 72. Riesenslalom, DNF Slalom

### Weltmeisterschaften
- Val-d'Isère 2009: 56. Slalom, 78. Riesenslalom
- Schladming 2013: DNQ Slalom